# Garin (évêque de Rennes)
 (novembre 2023).
Si vous disposez d'ouvrages ou d'articles de référence ou si vous connaissez des sites web de qualité traitant du thème abordé ici, merci de compléter l'article en donnant les références utiles à sa vérifiabilité et en les liant à la section « Notes et références ».
Garin, dit aussi Guarinus, fut évêque de Rennes depuis environ 1019 jusqu'à sa mort vers 1037.

## Biographie
Garin est nommé évêque par son père Gauthier de Rennes et il occupe le siège jusqu'à sa mort en 1037 puisqu'il figure comme témoin dans les actes du duc Alain III de Bretagne.
Sous son épiscopat apparait, vers 1037, un archidiacre à Rennes, Moïse, qui joue un rôle important dans l'évêché comme chancelier de l'Église de Rennes. Dans un acte de 1035, Garin donne au chapitre de Saint-Pierre un certain nombre de biens de l'Église de Rennes dont la dîme de le la paroisse Saint-Pierre en dehors des Murs. Garin ne semble pas avoir eu d'enfant, mais à sa mort le siège épiscopal reste dans sa famille, car il est confié au demi-frère de son père, Triscan, surnommé « Tregonelle », qui devait être assez âgé car son épiscopat se limite à trois ans. Après Triscan, l'évêché de Rennes passe à une autre famille féodale en la personne de Main ou Méen, avant que Sylvestre de La Guerche, petit-fils de Thébaud, n'y accède à son tour.

### Textes
- Dom Morice, Histoire de Bretagne
- Collectif et Jean Delumeau (dir.), Documents de l'Histoire de Bretagne, Toulouse, Privat, 1971

### Études
- Cyprien Henry, « Les évêques de Rennes à travers leurs actes (XIe première moitié du XIIe siècle) », Bulletin et mémoires de la Société d’Archéologie et d’Histoire d’Ille-et-Vilaine, vol. Tome CXVII,‎ 2013, p. 37-59 et tableau généalogique p. 45
- Abbé Amédée Guillotin de Corson, Pouillé Historique de l’archevêché de Rennes, vol. 1, Mayenne, Éditions Régionales de l'Ouest, 1997 (ISBN 2855540836), p. 53 XV Guérin
- (la) Jean-Barthélemy Hauréau, Gallia Christiana, vol. XIV Provincia Turonensi, Ecclesia Redonensis, Paris, Firmin-Didot, 1856, p. 744 Episcopi Redonenses XV Garinus